# Eupelops claviger
Eupelops claviger är en kvalsterart som först beskrevs av Berlese 1916.  Eupelops claviger ingår i släktet Eupelops och familjen Phenopelopidae.

## Underarter
Arten delas in i följande underarter:
- E. c. claviger
- E. c. fuerteventurae